# Reggie Williams (basket-ball, 1986)
Pour les articles homonymes, voir Reggie Williams (basket-ball, 1964) et Williams.
Reggie Williams, né le 14 septembre 1986 à Prince George, aux États-Unis, est un joueur américain de basket-ball. Il évolue aux postes d'ailier ou d'arrière.

## Biographie
En août 2014, il rejoint le Heat de Miami mais il est coupé le 13 octobre sans avoir disputé de matchs.